# Carrie Prejean
Caroline Michelle Prejean, född 13 maj 1987, är en amerikansk fotomodell och författare. Hon korades till Miss California 2009 och blev tvåa i Miss USA 2009.

## Biografi
Prejean är född i San Diego i Kalifornien och är dotter till Francine Coppola och Wilbert Prejean. Hennes mor är italiensk-amerikansk. Hon växte upp i en evangelikal familj. Föräldrarna skildes 1988.
Hon studerar vid en evangelikal privatskola i El Cajon, Kalifornien. Prejean gifte sig i juli 2010 med Kyle Boller, quarterback i Oakland Raiders i NFL. Paret fick sitt första barn den 11 maj 2011, en flicka som heter Grace Christina.